# Pere Tutusaus
Pere Tutusaus Vila (Igualada, 19 ottobre 1990) è un pilota motociclistico spagnolo.

## Carriera
Dopo aver gareggiato per alcuni anni nel campionato nazionale spagnolo di velocità, passando dal 24º posto del 2004 al 7º del 2005, al 6º nel 2006, al 4º del 2007 e al 3º del 2008, nel 2008 prende anche parte al campionato Europeo Velocità, sempre nella classe 125 e alla guida di una Aprilia, classificandosi al 5º posto nell'unica prova disputata ad Albacete per la sua assegnazione.
Per quanto riguarda le competizioni del motomondiale, ha debuttato come wildcard nell'ultima gara dell'edizione 2006, in occasione del GP della Comunità Valenciana alla guida di una Derbi RS 125 R del team RACC Derbi, classificandosi al 26º posto.
L'anno seguente ha gareggiato sempre nella classe 125 a bordo di una Aprilia RS 125 R del FMCV - Team Machado, prendendo parte a 4 GP come wildcard, quelli svoltisi in terra spagnola (GP di Spagna, di Catalogna e della Comunità Valenciana) e quello del Portogallo; al termine della stagione non ha però conquistato punti in classifica generale.
Nel motomondiale 2008 inizia la stagione da pilota titolare con l'Aprilia RS 125 R del team Bancaja Aspar, salvo venir sostituito dopo le prime undici gare in calendario da Adrián Martín, in seguito torna a correre l'ultima gara del campionato con il team Alpo Atletico de Madrid grazie ad una wildcard; al termine della stagione si è classificato al 26º posto con i 9 punti guadagnati grazie ai piazzamenti nei Gran Premi di Cina, di Francia e di Germania.
Nel 2009 si sposta in Superstock 1000 FIM Cup con una KTM RC8 R del team Go Eleven - PMS. Non ottiene punti validi per la classifica mondiale piloti, facendo segnare come miglior risultato in gara il diciassettesimo posto al gran premio della Repubblica Ceca a Brno.
Continua nella Superstock 1000 FIM Cup anche il 2010 sempre con la KTM 1190 RC8 R del team Go Eleven. In questa stagione porta la sua moto al settimo posto durante la gara di Valencia, ottenendo così il miglior risultato in questo campionato per la KTM.
Nel 2011 prende parte alla gara di Aragon della Superstock 1000 FIM Cup, nuovamente per il team Go Eleven ma con una Kawasaki ZX-10R, in sostituzione di Niccolò Canepa; conclude la corsa al 23º posto.

## Risultati nel motomondiale
| 2006 | Classe | Moto  |  |  |  |  |  |  |  |  |  |  |    |  |  |  |  |  |    |  | Punti | Pos. |
| ---- | ------ | ----- |  |  |  |  |  |  |  |  |  |  | -- |  |  |  |  |  | -- |  | ----- | ---- |
| 2006 | 125    | Derbi |  |  |  |  |  |  |  |  |  |  | NE |  |  |  |  |  | 26 |  | 0     |      |

| 2007 | Classe | Moto    |  |    |  |  |  |  |    |  |  |  |    |  |  |     |  |  |  |    | Punti | Pos. |
| ---- | ------ | ------- |  | -- |  |  |  |  | -- |  |  |  | -- |  |  | --- |  |  |  | -- | ----- | ---- |
| 2007 | 125    | Aprilia |  | 16 |  |  |  |  | 18 |  |  |  | NE |  |  | Rit |  |  |  | 27 | 0     |      |

| 2008 | Classe | Moto    |    |    |    |    |    |    |    |    |    |    |    |    |  |  |  |  |  |     | Punti | Pos. |
| ---- | ------ | ------- | -- | -- | -- | -- | -- | -- | -- | -- | -- | -- | -- | -- |  |  |  |  |  | --- | ----- | ---- |
| 2008 | 125    | Aprilia | 20 | 19 | 22 | 15 | 12 | 21 | 19 | 22 | 21 | 12 | NE | 20 |  |  |  |  |  | Rit | 9     | 26º  |

| Legenda | 1º posto        | 2º posto            | 3º posto            | A punti      | Senza punti        | Grassetto – Pole position Corsivo – Giro più veloce |
| Legenda | Gara non valida | Non qual./Non part. | Ritirato/Non class. | Squalificato | '-' Dato non disp. | Grassetto – Pole position Corsivo – Giro più veloce |